# Ju Posht
Ju Posht (em persa: جوپشت, também romanizada como Jū Posht) é uma aldeia do distrito rural de Kurka, situada no distrito central de Astaneh-ye Ashrafiyeh, na província de Gilan, no Irã. No censo de 2006, sua população era de 135, em 42 famílias.